# FreeSBIE

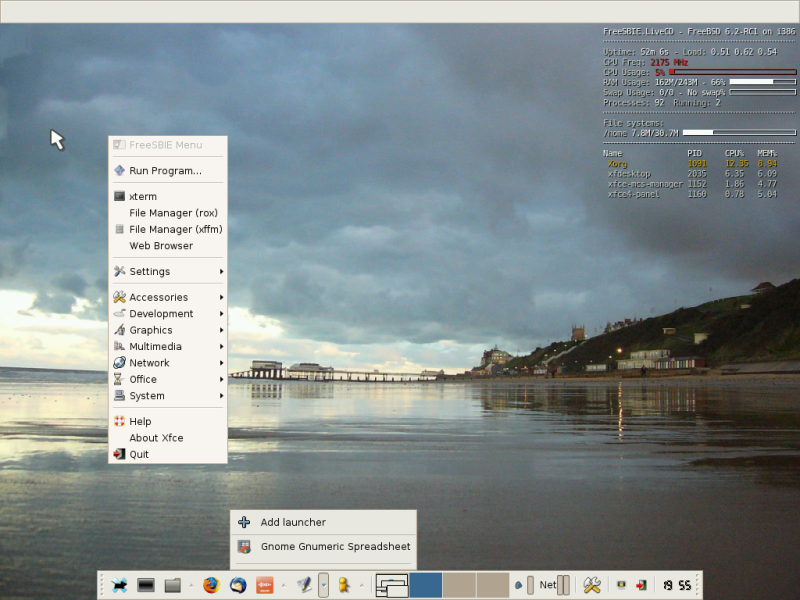
Freesbie 2.0 XFCEデスクトップ

FreeSBIE(フリースビーもしくはフリスビー、FreeSystemBurnedInEconomy)は、ハードディスクに触らずにCDのみで起動するUNIXオペレーティングシステム。FreeBSDディストリビューションの一つである。またはLive CDとして起動するFreeBSDを作成するツール（こちらは全て小文字でfreesbieとなる）。
FreeSBIE 1.0は2004年2月に、FreeSBIE 2.0.1は2007年2月にリリースされた。DistroWatchによるとFreeSBIEプロジェクトは休止している。

## FreeSBIEとfreesbie
FreeSBIEはFreeSBIEの公式プロジェクトが配布しているLiveCD版FreeBSDを主に指し、最新版はFreeSBIE 2.0.1。
freesbieはFreeBSDのports(sysutils/freesbie)にも収録されている、LiveCD版FreeBSDを作成するツールを指す。